# Wallace Collection

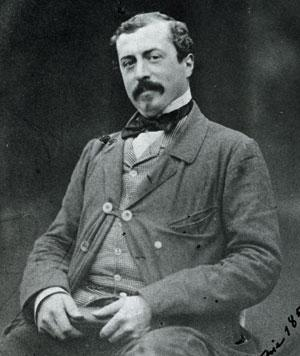
Sir Richard Wallace

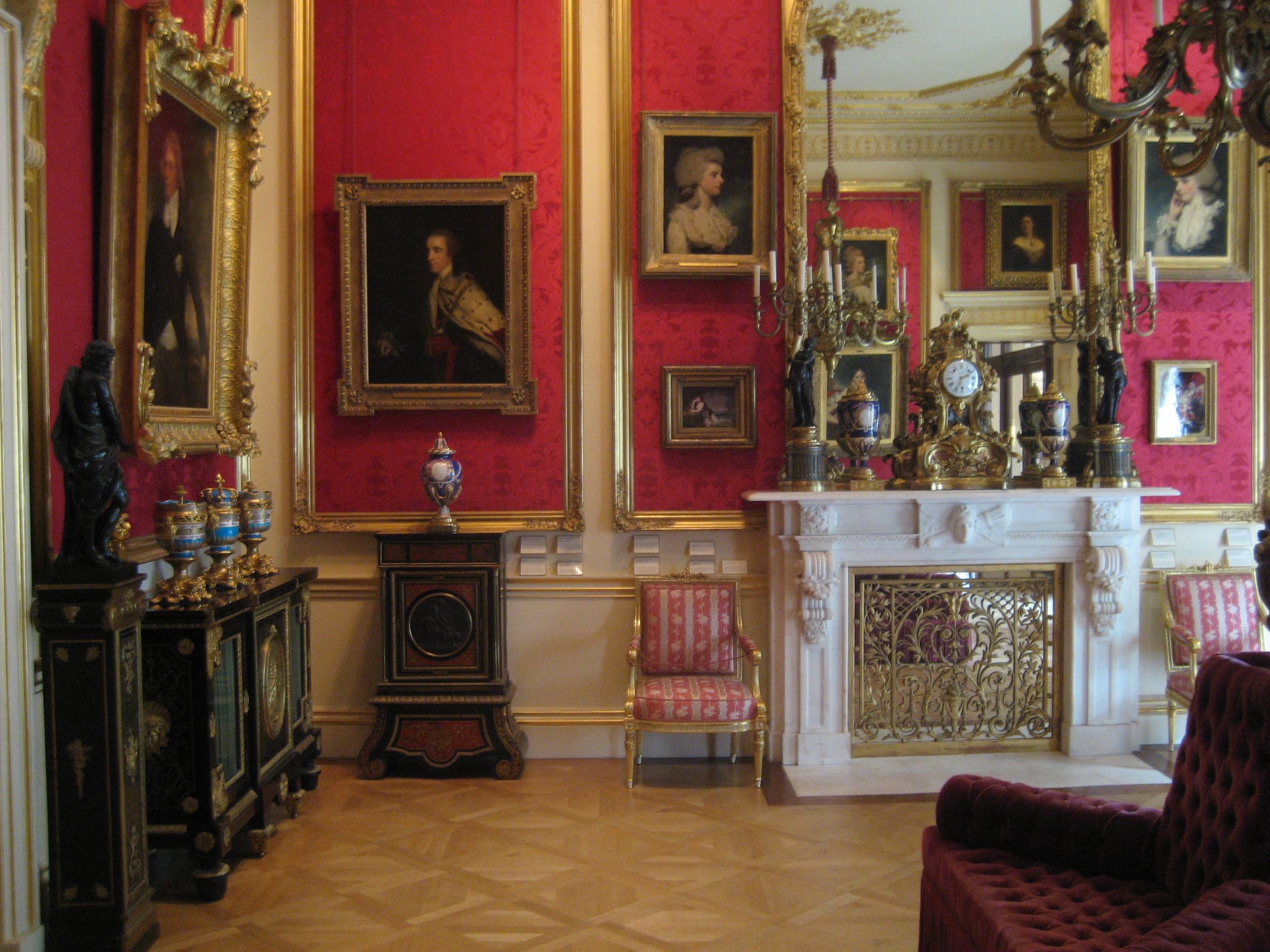
Interno

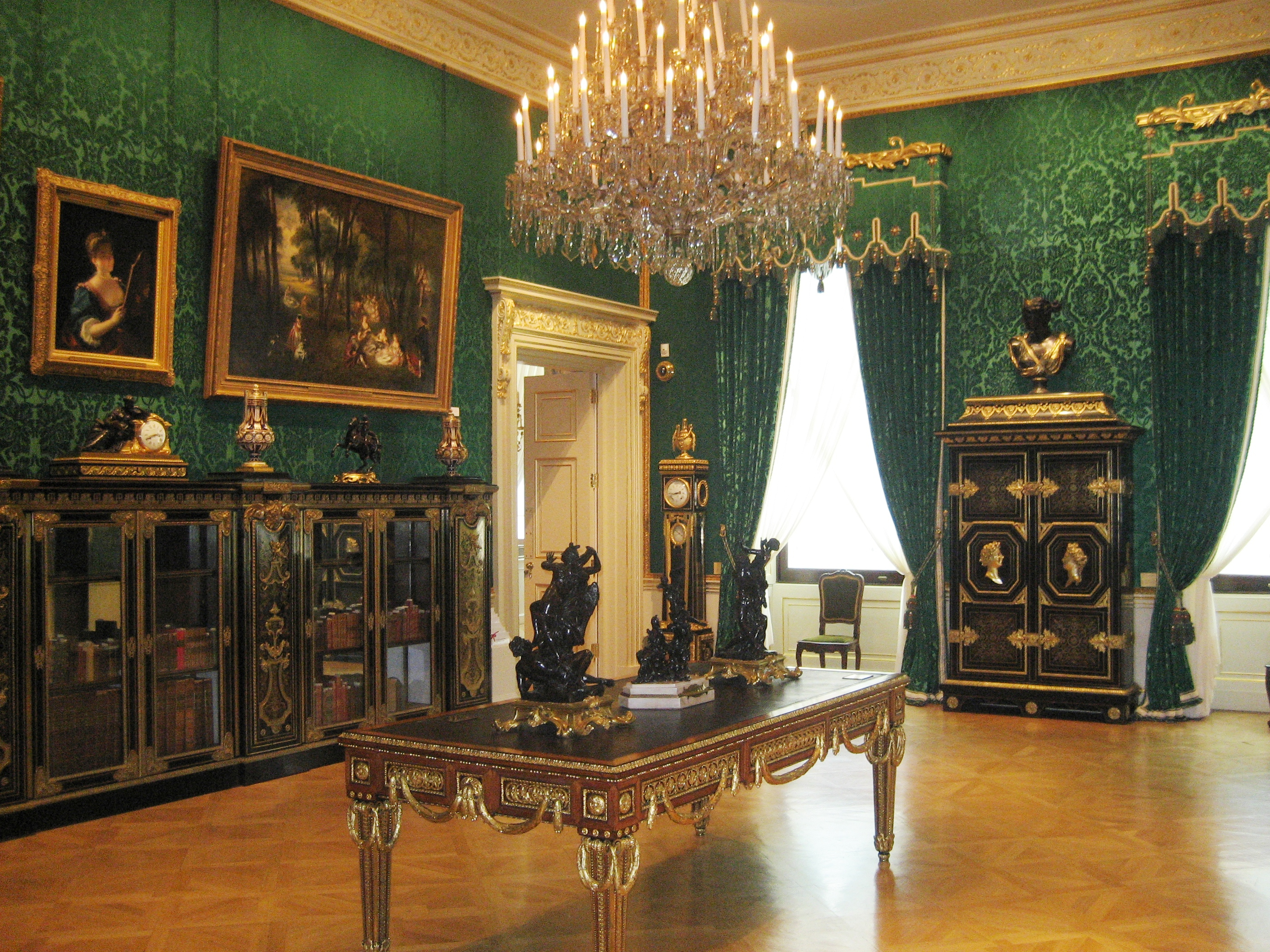
Interno

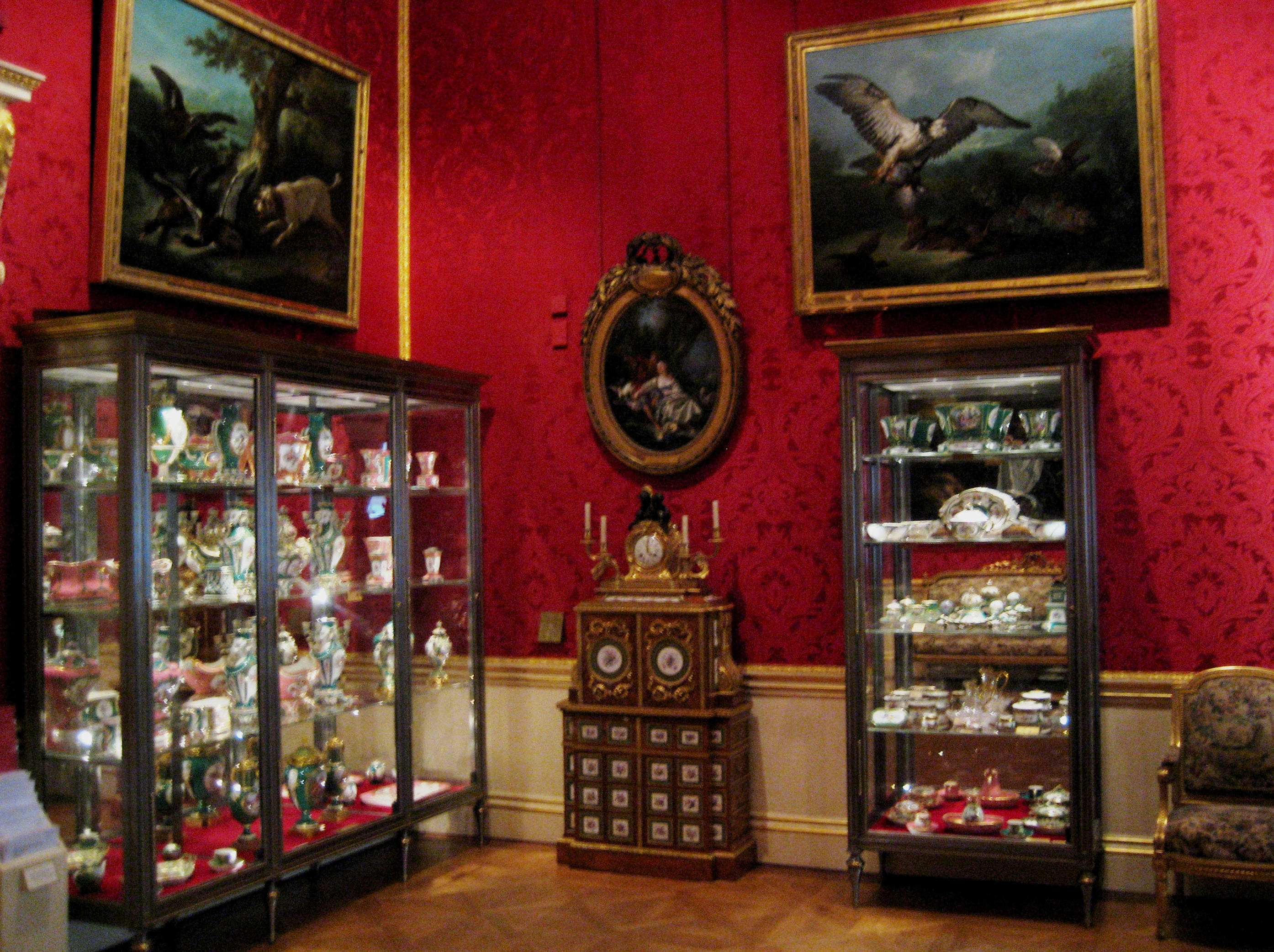
Interno

La Wallace Collection è un museo che si trova in Manchester Square a Londra.

## Storia
La collezione è stata raccolta nei secoli XVIII e XIX dai primi quattro marchesi di Hertford e da Sir Richard Wallace (1818-1890). Quest'ultimo, figlio illegittimo del quarto marchese di Hertford, Sir Richard Seymour-Conway, IV marchese di Hertford (1800-1870), nonché ultimo proprietario della collezione, non fu mai riconosciuto e assunse pertanto il cognome della madre. Furono loro, il padre prima ed in seguito il figlio, a incrementare la collezione in maniera rilevante.

### Sir Richard Seymour-Comway
Quarto marchese di Hertford, trascorse gran parte della sua vita in Francia, dove tra l'altro morì nell'agosto del 1870; ciò gli permise di acquistare molte opere d'arte e manufatti francesi di cui era appassionato alla stregua di suo padre Francis Charles Seymour Conway (1777-1842), terzo marchese di Hertford.

### Sir Richard Wallace
Nato con il nome di Richard Jackson, nel 1842 prende il cognome della madre da nubile.
Alla morte del padre ereditò il suo ingente patrimonio, a esclusione del titolo nobiliare; nel 1871 egli fu nondimeno elevato al rango di baronetto per meriti personali.
Integrò la già consistente collezione con armi e armature fabbricate in età medievale e rinascimentale, nonché con opere d'arte italiane.
Comprò dal cugino, il quinto marchese di Hertford, il contratto di locazione della Hertford House.
La collezione fu donata al Regno Unito nel 1897, per volontà di Sir Richard Wallace, dalla vedova Lady Wallace.
Il museo è attivo e visitabile dal 1900, e risulta essere la settima attrazione più visitata di Londra.

## La collezione
La raccolta è ospitata nel complesso di Hertford House, palazzo costruito tra il 1776 e il 1788 per il quarto marchese di Manchester; La collezione è particolarmente famosa per l'arte francese, con una delle più grandi raccolte fuori di Francia di pittura francese del Settecento, di mobili d'ébénistes e di porcellana di Sèvres. Tra i pezzi più pregiati si segnalano manufatti provenienti da Versailles (fra cui un cassettone appartenuto a Luigi XV e alcuni mobili attribuiti all'opera di André-Charles Boulle) oltre a splendide opere di Nicolas Poussin, Claude Lorrain, Antoine Watteau, François Boucher, Jean-Honoré Fragonard, Tiziano, Peter Paul Rubens, Van Dyck, Frans Hals, Rembrandt, Diego Velázquez, Canaletto, Théodore Géricault, Eugène Delacroix, Camille Corot, Ernest Meissonier, ecc.

## Le opere maggiori
François Boucher
- Pastorale d'autunno, 1749
- Il tramonto del sole, 1752
- Marte e Venere sorpresi da Vulcano, 1754
- Madame de Pompadour, 1759

Cima da Conegliano
- Santa Caterina d'Alessandria, 1502

Vincenzo Foppa
- Fanciullo che legge Cicerone, 1464 circa

Bernardino Luini
- Due affreschi da villa La Pelucca, 1520 circa

Peter Paul Rubens
- Paesaggio con arcobaleno, 1636

Tiziano
- Venere e Amore, 1515 circa

Frans Hals
- Cavaliere ridente, 1624